# UCI Coupe des Nations Juniors 2023
L'UCI Coupe des Nations Juniors 2023 est la 16e édition de l'UCI Coupe des Nations Juniors. Elle est réservée aux cyclistes de sélections nationales de moins de 19 ans (U19). Elle est organisée par l'Union cycliste internationale. 
Cette édition comprend 11 manches, auxquelles il faut ajouter les championnats du monde juniors et les championnats continentaux juniors,. Les championnats d'Europe espoirs, organisés exceptionnellement en septembre après les mondiaux, n'octroient aucun point pour cette saison.

## Résultats

### Épreuves
| Date            | Épreuve                                                   | Pays         | Vainqueur               | Deuxième               | Troisième           | Leader (nations) |
| --------------- | --------------------------------------------------------- | ------------ | ----------------------- | ---------------------- | ------------------- | ---------------- |
| 9 février       | Championnat d'Afrique du contre-la-montre juniors         | Égypte       | Djaoued Nhari           | Lawrence Lorot         | Nasrallah Essemiani | Algérie          |
| 11 février      | Championnat d'Afrique sur route juniors                   | Égypte       | Riad Bakhti             | Anes Riahi             | Achraf El Kurymy    | Algérie          |
| 30 mars         | Championnat d'Océanie du contre-la-montre juniors         | Australie    | Wil Holmes              | Joshua Cranage         | Noah Hollamby       | Algérie          |
| 1er avril       | Championnat d'Océanie sur route juniors                   | Australie    | Will Heath              | Levi Hone              | Josiah Grierson     | Algérie          |
| 9 avril         | Paris-Roubaix juniors                                     | France       | Matys Grisel            | Oscar Chamberlain      | Theodor Storm       | Algérie          |
| 22-23 avril     | Eroica Juniores                                           | Italie       | Jørgen Nordhagen        | Simone Gualdi          | Paul Seixas         | Norvège          |
| 4-7 mai         | Course de la Paix juniors                                 | Tchéquie     | Jørgen Nordhagen        | Andrew August          | Senna Remijn        | Norvège          |
| 20-21 mai       | Trophée Centre Morbihan                                   | France       | Ben Wiggins             | Titouan Fontaine       | Clément Sanchez     | Norvège          |
| 25-28 mai       | Tour du Pays de Vaud                                      | Suisse       | annulé                  | annulé                 | annulé              | Norvège          |
| 8 juin          | Championnat d'Asie du contre-la-montre juniors            | Thaïlande    | Mikhail Podluzhnyy      | Muhammad Nurahmat      | Le Xuan Loc Pham    | Norvège          |
| 8-11 juin       | Saarland Trofeo                                           | Allemagne    | Louis Leidert           | Patrick Frydkjær       | Tomos Pattinson     | Norvège          |
| 11 juin         | Championnat d'Asie sur route juniors                      | Thaïlande    | Tinnapat Muangdet       | Muhammad Adam Razali   | Nuntakorn Nontakeaw | Norvège          |
| 11-16 juillet   | Tour de l'Abitibi                                         | Canada       | Matthew Ney             | Ethan Powell           | Alejandro Che       | France           |
| 14-16 juillet   | Journées internationales du cyclisme de Dubnica nad Vahom | Slovaquie    | Matthias Schwarzbacher  | Enea Sambinello        | Erazem Valjavec     | France           |
| 28-30 juillet   | Watersley junior Challenge                                | Pays-Bas     | Oscar Chamberlain       | Paul Seixas            | Kasper Haugland     | France           |
| 5 août          | Championnat du monde sur route juniors                    | Royaume-Uni  | Albert Withen Philipsen | Paul Fietzke           | Felix Ørn-Kristoff  | France           |
| 11 août         | Championnat du monde du contre-la-montre juniors          | Royaume-Uni  | Oscar Chamberlain       | Ben Wiggins            | Louis Leidert       | France           |
| 16-18 août      | Nation's Cup Hungary                                      | Hongrie      | Felix Ørn-Kristoff      | Mikal Grimstad Uglehus | Kacper Mientki      | Norvège          |
| 1er-5 septembre | Tour de DMZ                                               | Corée du Sud | Henry Neff              | Karst Hayma            | Kasper Borremans    | Norvège          |

### Classement par nations
| #  | Pays            | Pts. |
| -- | --------------- | ---- |
| 1  | Norvège         | 205  |
| 2  | France          | 170  |
| 3  | Italie          | 153  |
| 4  | Danemark        | 134  |
| 5  | Allemagne       | 113  |
| 6  | Pays-Bas        | 103  |
| 7  | Belgique        | 101  |
| 8  | États-Unis      | 92   |
| 9  | Grande-Bretagne | 88   |
| 10 | Slovénie        | 85   |